# Stanisław Fischer
Stanisław Fischer, właśc. Stanisław Ludwik Jan Fischer de Wilhelmsbach (ur. 27 stycznia 1879 w Wieliczce, zm. 28 kwietnia 1967 w Bochni) – polski nauczyciel i działacz społeczny.

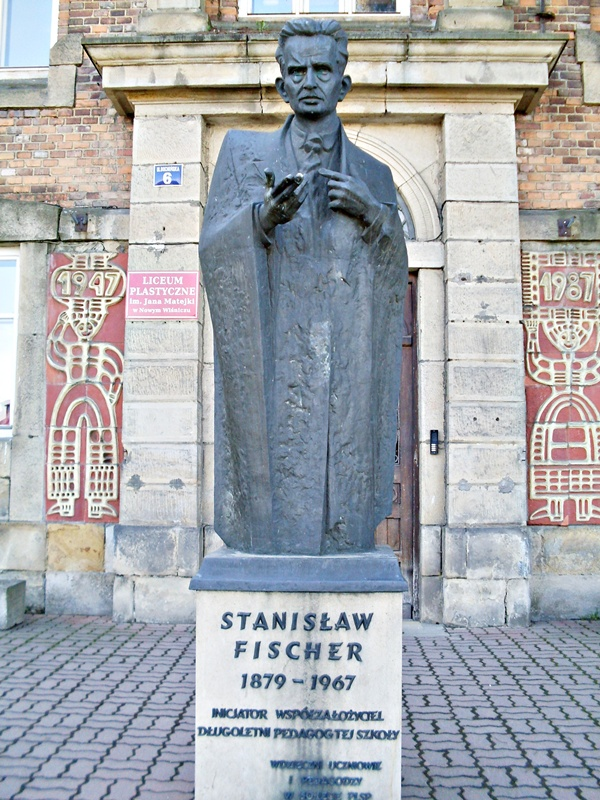
Pomnik S. Fischera przed liceum w Nowym Wiśniczu

## Życiorys
Był synem Edmunda, oficera c. i k. armii, który rezygnując z kariery wojskowej podjął pracę w urzędzie podatkowym w Wieliczce (zm. 1886).
Kształcił się w szkołach w Wieliczce i w Dąbrowie Tarnowskiej. W 1899 ukończył Gimnazjum św. Jacka w Krakowie. Studiował na Wydziale Filozoficznym Uniwersytetu Jagiellońskiego literaturę polską, slawistykę, propedeutykę filozofii, filologię klasyczną, historię Polski, filozofię i historię sztuki. Prywatnie kształcił się także w malarstwie. Po ukończeniu studiów rozpoczął pracę pedagogiczną w Państwowym Gimnazjum w Wadowicach, a następnie w Gimnazjum Polskim w Cieszynie. Został autorem prac na temat odrodzenia polskości Śląska Cieszyńskiego.
W Bochni nauczał w gimnazjum w latach 1908–1934. Zajmował się również historią tego regionu. Prowadził także liczne badania naukowe, publikując takie opracowania, jak Losy kazimierzowskiej fundacji, Wygnanie Żydów z Bochni, Kazimierz Wielki i jego stosunek do Bochni i Bocheńszczyzny, Dzieje bocheńskiej żupy solnej, Wiśnicz Nowy, jego przeszłość, zabytki i stan dzisiejszy.
Podczas okupacji niemieckiej 1940–1944 brał udział w tajnym nauczaniu. W 1947 był organizatorem Liceum Technik Plastycznych w Nowym Wiśniczu i pozostawał tam nauczycielem historii sztuki do 1953. Był także kolekcjonerem. W 1957 był inicjatorem założonego w 1959 Muzeum Ziemi Bocheńskiej i jego dyrektorem do śmierci 28 kwietnia 1967 w Bochni. Publikował w czasopiśmie „Materiały Muzeum Budownictwa Ludowego w Sanoku”.

## Odznaczenia
- Srebrny Wawrzyn Akademicki (5 listopada 1938)[2].

## Upamiętnienie
- Jego imieniem zostało nazwane Muzeum im. Stanisława Fischera w Bochni oraz ulica w tym mieście.
- Przed wejściem do budynku Liceum Sztuk Plastycznych w Nowym Wiśniczu został ustanowiony pomnik Stanisława Fischera.